# جون كامبل (موسيقي أمريكي)
جون كامبل (بالإنجليزية: John Campbell)‏ هو موسيقي وكاتب أغاني وعازف قيثارة أمريكي، ولد في 20 يناير 1952 في شريفبورت في الولايات المتحدة، وتوفي في 13 يونيو 1993 في نيويورك في الولايات المتحدة.

## وصلات خارجية
- جون كامبل على موقع مونزينجر (الألمانية)
- جون كامبل على موقع ميوزك برينز (الإنجليزية)
- جون كامبل على موقع ديسكوغز (الإنجليزية)